# Бенджамін Гуггенхайм
Бенджамін Гуггенхайм (також Ґуґенгайм, англ. Benjamin Guggenheim; 26 жовтня 1865 — 15 квітня 1912) — американський бізнесмен. Загинув на борту «Титаніка», коли той затонув 14 квітня 1912 року, зіткнувшись з айсбергом в Атлантичному океані.

## Життєпис
Народився у Філадельфії, штат Пенсільванія. Був п'ятим із семи дітей магната-рудовидобування Маєра Ґуґґенгайма і його дружини Барбари Маєрс (Barbara Myers).
У 1894 році одружився з Флоретт Селігмен, дочкою великого ділка Джеймса Селігмена. У Бенджаміна і Флоретт з'явилося троє дітей, усі дівчатка.
Після смерті батька Бенджамін успадкував доволі солідний статок. Стосунки з дружиною не були близькими — бізнес змушував Гуггенгайма проводити багато часу далеко від дому і від дружини. Бенджамін мав власне житло в Парижі.

## На борту «Титаніка»
На «Титаніку» плив у компанії коханки, французької співачки Леонтін Обер (фр. Léontine Aubert). На новину про зіткнення з айсбергом Бенджамін відреагував спокійно. Він із Леонтін та з лакеєм і служницями, що його супроводжували, одягнувши рятувальні жилети, вирушив на шлюпкову палубу. Жінкам місце в шлюпках знайшли швидко. Гуггенгайм на той момент до ситуації ставився досить спокійно і в майбутнє дивився з оптимізмом. Незабаром, однак, і йому стало зрозуміло, що корабель швидше за все потоне і йому місце в шлюпці вже не світить. Панікувати Бенджамін не став; разом з лакеєм вони пішли в каюту, одяглися у вечірні костюми і прибули до головного трапу корабля. Гуггенгайму приписується репліка: «Ми відмінно одягнені і готові піти на дно як личить джентльменам»; крім того, через одного з тих, хто вижив, він передав таке повідомлення «Передайте моїй дружині — якщо ні я, ні мій помічник не виживемо — що я тримався до кінця. Жодна жінка не залишиться на борту через боягузтво Бена Гуггенгайма». Останній раз Гуггенгайма і його лакея бачили в кріслах неподалік від головного трапа з бренді й сигарами. Його тіло так і не було знайдене.